# 30298 Somyakhare
30298 Somyakhare è un asteroide della fascia principale. Scoperto nel 2000, presenta un'orbita caratterizzata da un semiasse maggiore pari a 2,2906378 UA e da un'eccentricità di 0,1935422, inclinata di 7,62637° rispetto all'eclittica.